# 內托利采

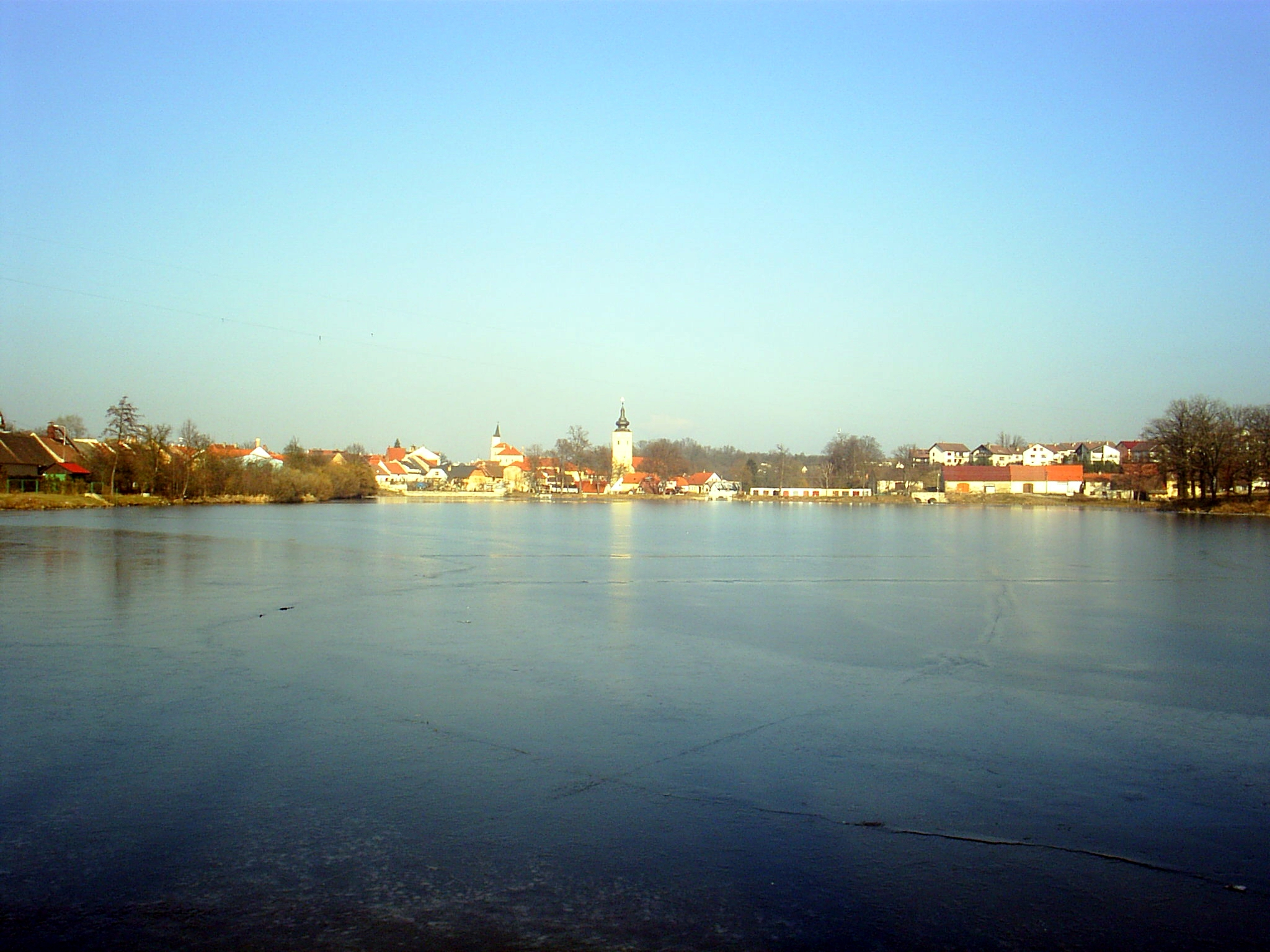

內托利采是捷克的城鎮，位於該國西南部，距離捷克布傑約維采約25公里，由南捷克州負責管轄，面積26.35平方公里，海拔高度432米，2005年人口達2,725。

## 外部連結
- （捷克文） Official website （页面存档备份，存于）